# Aleja Adama Mickiewicza w Łodzi
Aleja Adama Mickiewicza w Łodzi – jedna z głównych arterii Łodzi zaczynająca się przy ulicy Piotrkowskiej, a kończąca przy drodze krajowej nr 91. Przebiega tędy łódzka trasa W-Z. Jest najgłośniejszą ulicą w Polsce.

## Historia
Dawniej trasa ta nosiła nazwę Anny (Rosickiej) / świętej Anny (przymiotnik „świętej” dodano w nazwie ulicy dla ukrycia przed zaborcą intencji uczczenia pamięci Anny Rosickiej – żony prezydenta Łodzi Andrzeja Rosickiego). Swój bieg kończyła początkowo na ulicy Wólczańskiej, później na Łąkowej. Od 1933 r. nosiła nazwę ks. Władysława Bandurskiego, a od 1947 r. aleja Adama Mickiewicza. Pod koniec lat 70. XX wieku została przedłużona kosztem północnej części parku im. ks. J. Poniatowskiego w rejon obecnego Dworca Łódź Kaliska. W rejonie Dworca Łódź Kaliska. Krzyżuje się z al. Włókniarzy i al. Jana Pawła II – stanowiącymi część drogi krajowej nr 91.
W grudniu 2011 r. uruchomiono pierwsze w Polsce liczydło rowerowe, zainstalowane przy drodze dla rowerów po północnej stronie alei między ul. Piotrkowską a al. Kościuszki.

## Galeria

Galeria wybranych obiektów przy oraz w pobliżu al. Mickiewicza
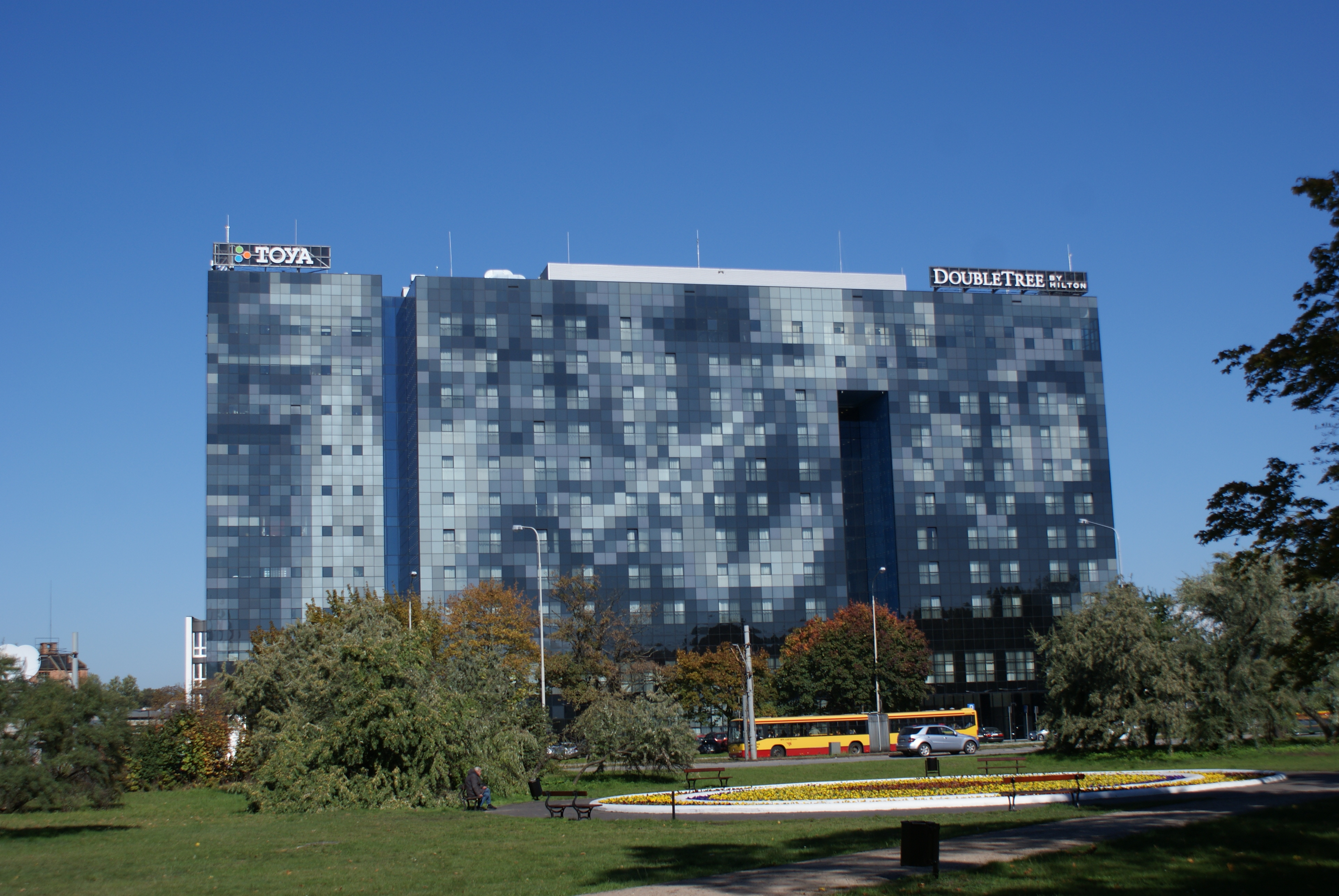
DoubleTree by Hilton Hotel
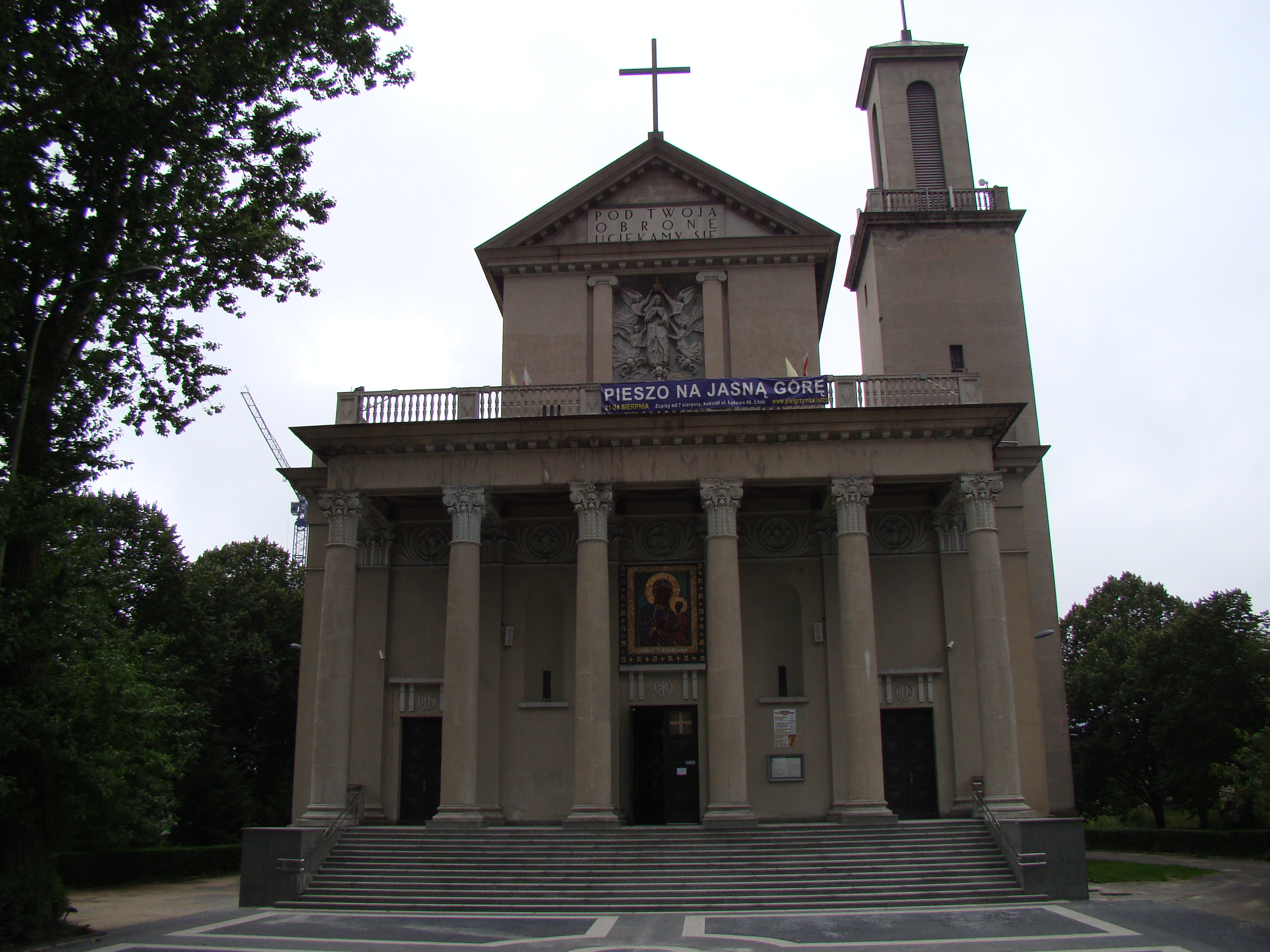
Kościół Matki Boskiej Zwycięskiej
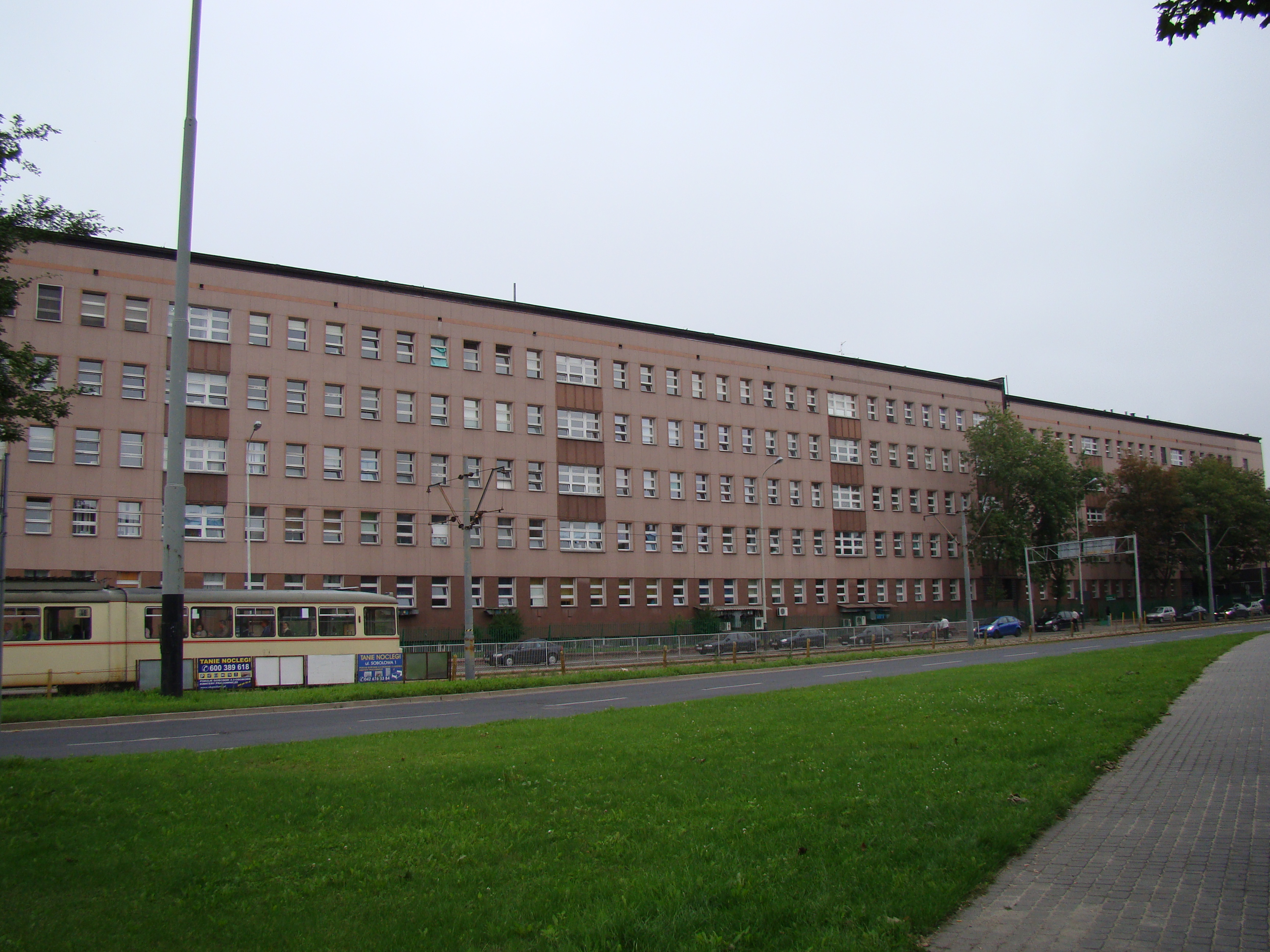
Uniwersytecki Szpital Kliniczny nr 2 im. WAM w Łodzi – Centralny Szpital Weteranów
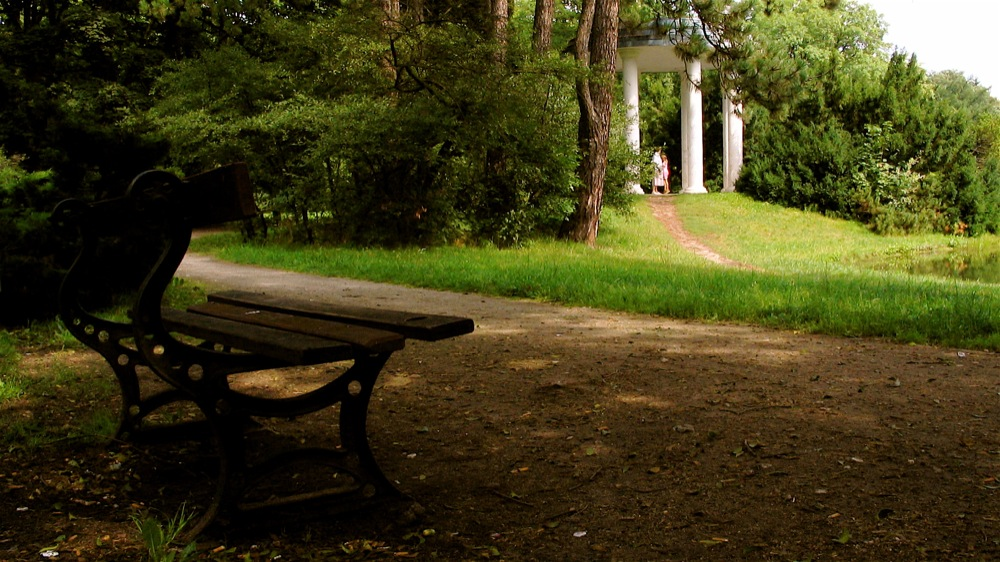
Park im. księcia Józefa Poniatowskiego
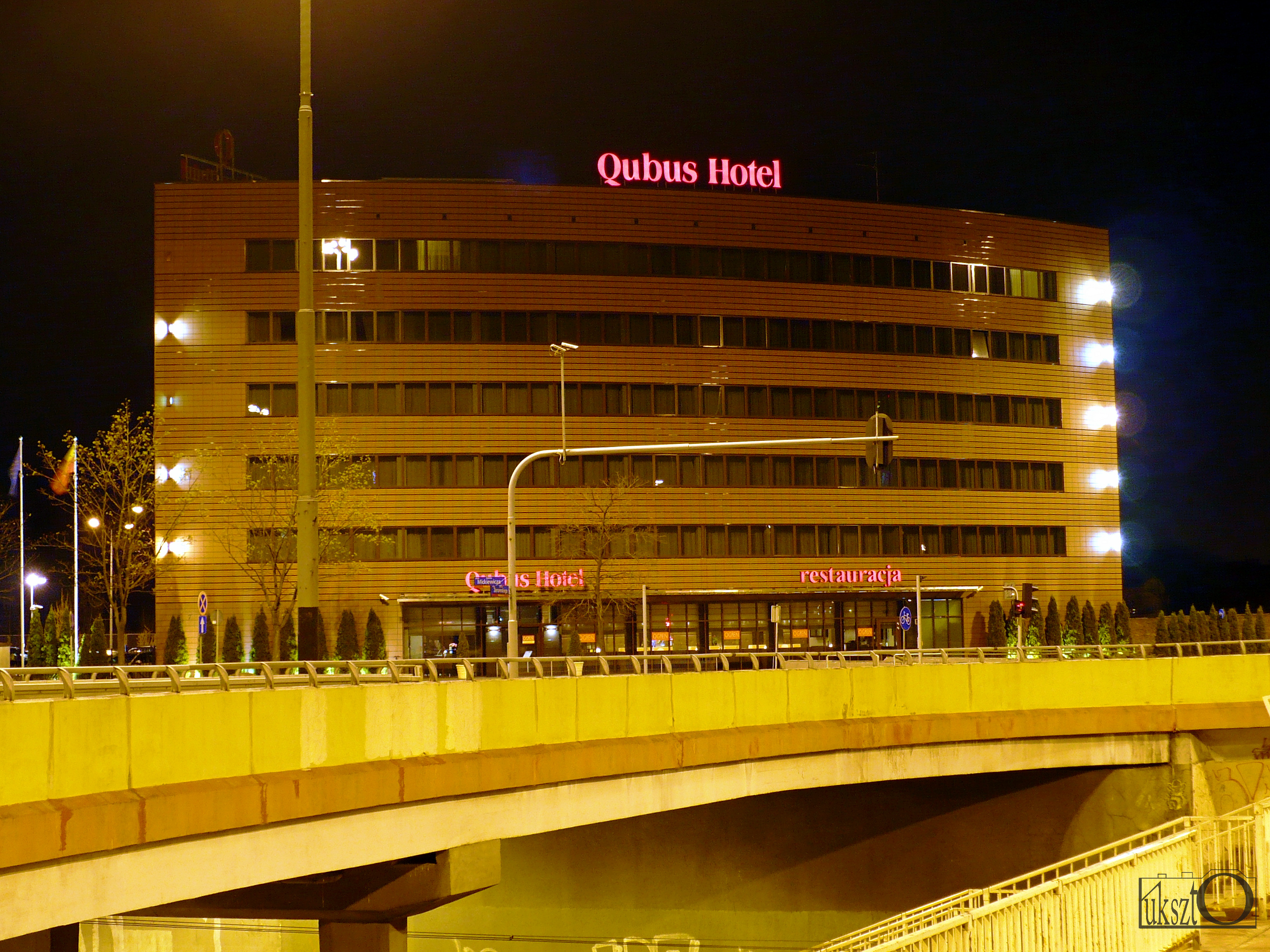
Qubus Hotel